# Lac Kakinwaakwac
Lac Kakinwaakwac är en sjö i Kanada.   Den ligger i regionen Lanaudière och provinsen Québec, i den sydöstra delen av landet, 220 km nordost om huvudstaden Ottawa. Lac Kakinwaakwac ligger 496 meter över havet. Den ligger vid sjön Lac Moyre.
I omgivningarna runt Lac Kakinwaakwac växer i huvudsak blandskog. Trakten runt Lac Kakinwaakwac är nära nog obefolkad, med mindre än två invånare per kvadratkilometer.